# Dahi vada
El dahi vada (también conocido como thayir vadai en tamil y perugu vada en telugú, mosaru vade en canarés , ଦହି ବରା dahi bara en oriya y doi bora en bengalí) es un chaat indio preparado remojando vadas en yogur espeso (dahi).
Los vadas fritos calientes se ponen primero en agua y luego se pasan al yogur batido espeso. Para mejor resultado, los vadas tienen que remojarse al menos un par de horas antes de servir. Para añadir más sabor, puede espolvorearse con cilantro u hojas de menta, pimentón, pimienta negra machacada, chaat masala, comino, coco rallado, chiles verdes o boondi. En algunos lugares de la India se prefiere un dahi más dulce, especialmente en Maharashtra y Guyarat, aunque las guarniciones son las mismas. En Guyarat se usa a menudo una combinación de chutneys de cilantro y tamarindo como guarnición, además las anteriores.
Los sambhar vadas y rasam vadas también son aperitivos populares en el sur de la India.